# Krentenbrood

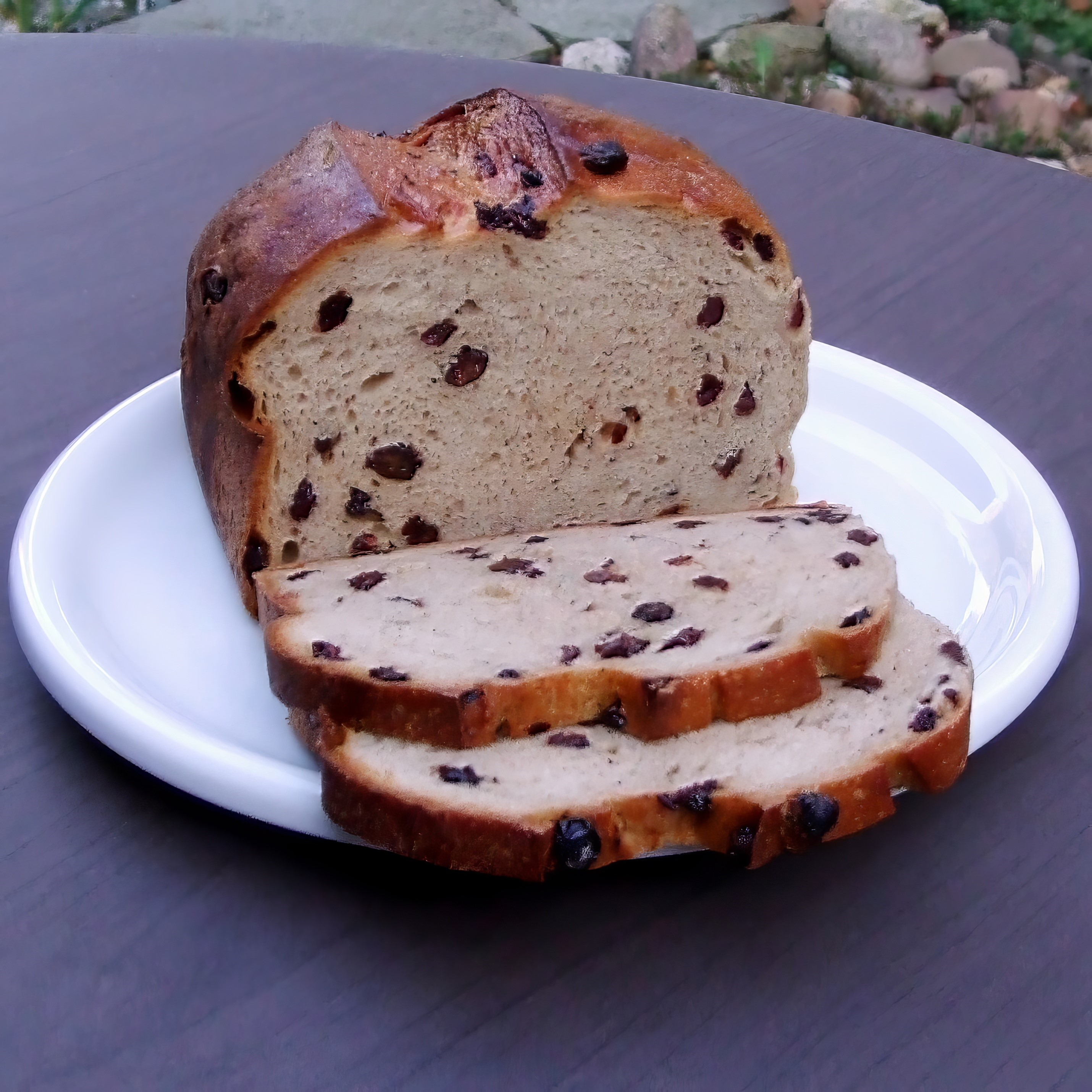
Krentenbrood

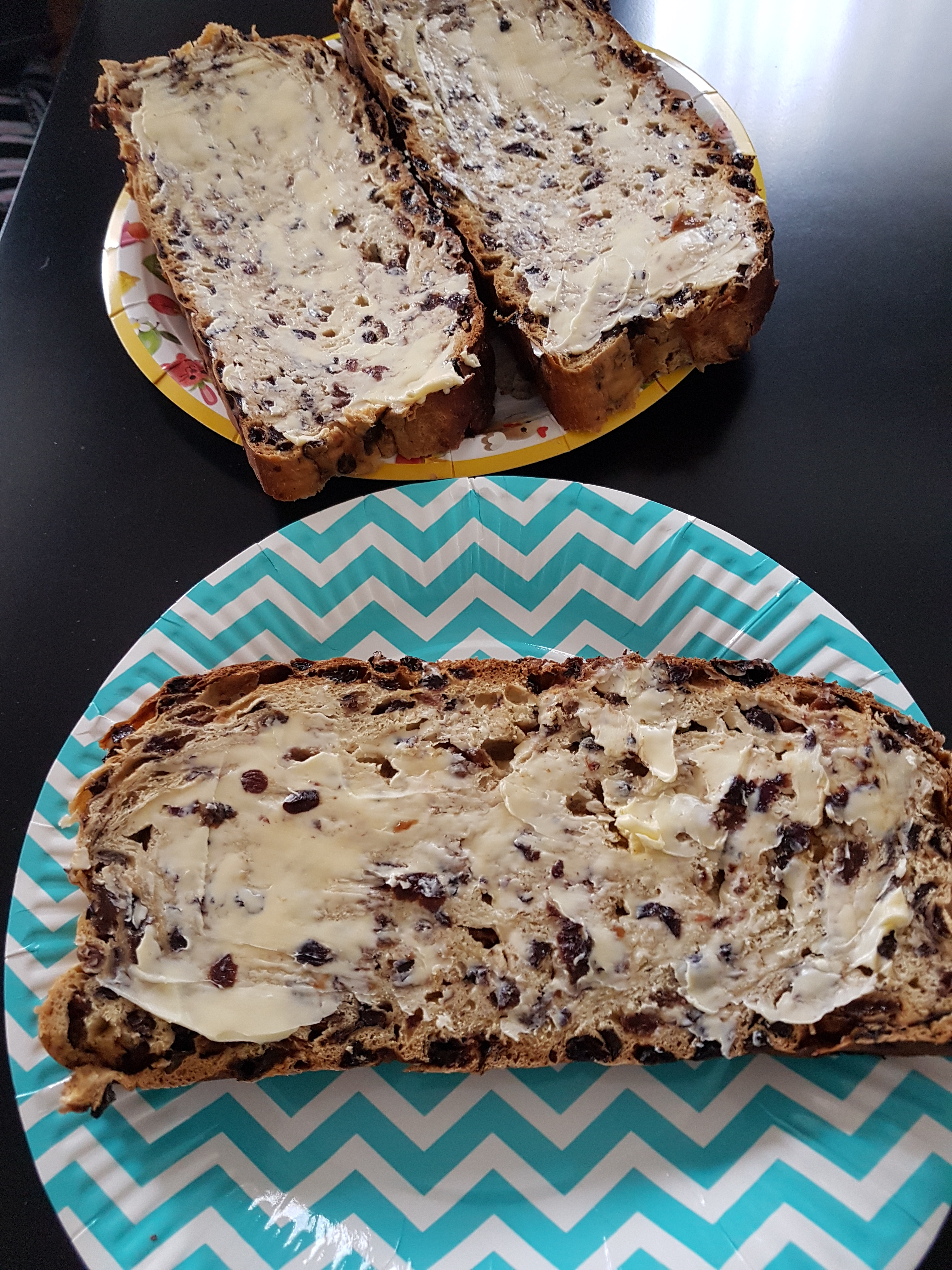
Krentenwegge met roomboter ter viering van een geboorte

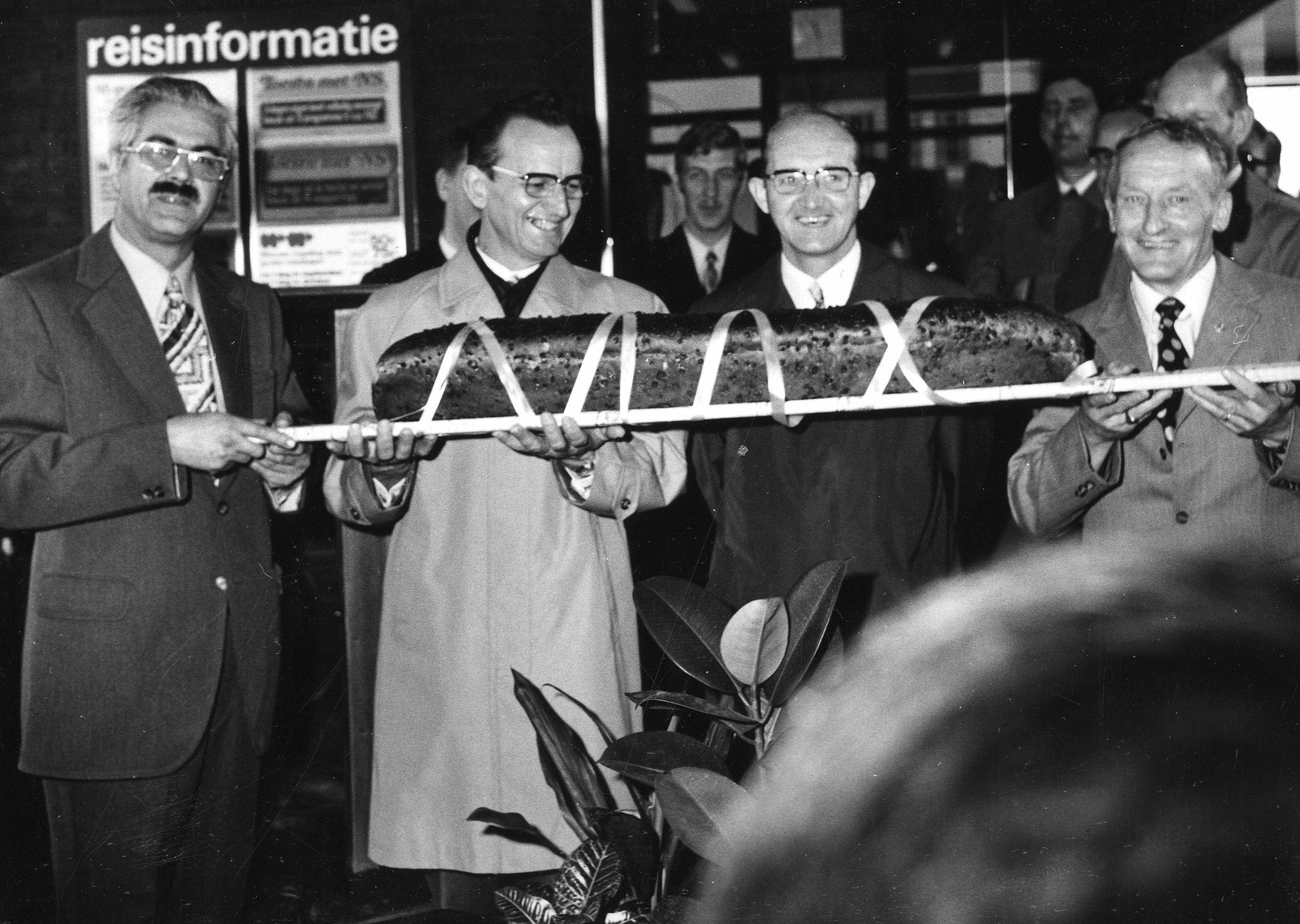
Krentenwegge

Een krentenbrood is een brood waarbij een hoeveelheid krenten (soms ook rozijnen en sukade) wordt meegebakken.
Een "goed krentenbrood" ziet zwart van de krenten, of heeft (zoals men wel zegt) meer krenten dan deeg. Over een slecht krentenbrood zegt men wel dat de krenten er met een buks ingeschoten zijn. In Drenthe en Twente wordt traditioneel (relatief) veel krentenbrood gegeten, met name bij de koffie.

## Beleg
Een krentenboterham wordt doorgaans met boter besmeerd, en soms met kaas, suiker of andere zoetigheid belegd.

## Warenwet
In het Warenwetbesluit Meel en brood is vastgelegd dat een krentenbrood of krentenbol ten minste 30% krenten moet bevatten. Winkeliers verkopen daarom soms  'vruchtenbrood', waarin ongeveer 10% krenten zitten. 

## Verschillende soorten krentenbrood

### Krentenwegge
Het Twentse krentenbrood met de naam krentenwegge wordt soms wel als een brood met een lengte van 1½ tot 2 meter gebakken en een breedte van ongeveer 30 centimeter. Dergelijke grote broden worden door meerdere personen gedragen, soms in een grote doek, maar meestal op een plank of een ladder. Ze worden vaak cadeau gedaan bij geboortes (vooral de eerste in een huwelijk) door familieleden of collega's. Dit gebruik wordt 'kraamschudden' genoemd. Van een bakker uit Zutphen is vernomen dat er in de jaren dertig van de vorige eeuw elke week wel een krentenwegge gebakken werd, waarbij de lengte ook afhing van iemands welstand. Ook in het westen van Overijssel en in delen van de Achterhoek en Drenthe is het traditie om bij een geboorte een grote krentewegge te geven. En ook in Groningen bestond een soortgelijk gebruik.

### Overige
- Kerststol
- Krentenbol
- Rozijnenbrood